# Escudo de la provincia de Castellón

Escudo de la Provincia de Castellón.

El escudo de la Provincia de Castellón o escudo de la Diputación Provincial de Castellón es el escudo y símbolo representativo de la Diputación de Castellón y de su provincia. Presenta en un escudo redondeado y acabado en punta o francés y cortado, esto es partido en dos en sentido vertical, con los símbolos de la provincia:
- En el cuartel superior o primer cuartel: sobre fondo azul, un castillo donjonado, señal parlante de la provincia (igual que el de la ciudad) sobre una terraza de su color.
- Segundo cuartel: las cuatro Barras de Aragón, simbolizando la antigua posesión de los territorios provinciales a la Corona de Aragón, más concretamente al Reino de Valencia.
- Timbre: una corona real abierta.

El escudo fue aprobado por la Generalidad Valenciana en el año 1997.